# 응암동
응암동(鷹岩洞)은 서울특별시 은평구의 법정동이다.

## 지명
응암동은 마을 뒤 백련산 기슭에 있는 커다란 바위의 생김새가 마치 매가 앉아 있는 모습과 닮았다고 해서 ‘매바위(매바윗골)’에서 유래되었으며, 1949년 서울시에 편입되었다.

## 연혁
- 조선: 한성부 연은방
- 1895년: 갑오개혁 당시 행정구역 개편에 의해 포반동, 와산동, 응암동이 됨
- 1911년 한성부 연은면 포반동, 응암동, 와산동
- 1914년 고양군 관내로 편입되면서 3개 동리가 합하여 하나의 응암리로 개칭
- 1949년: 서울특별시 서대문구 편입, 은평출장소 설치
- 1950년: 응암동으로 다시 변경
- 1973년: 서울특별시 서대문구 편입
- 1979년: 신설된 은평구로 이속
- 1988년 응암2, 3동을 응암2, 3, 4동으로 분동
- 2001년 11월 20일: 서대문구 북가좌동의 남청파인힐아파트 일대 지번[2]을 편입함.[3]
- 2008년 6월 응암2, 3, 4동을 응암2, 3동으로 재통합[4]

## 교육
- 연은초등학교
- 응암초등학교
- 충암초등학교
- 영락중학교
- 충암중학교
- 신진자동차고등학교
- 충암고등학교

## 교통
- 서울 지하철 6호선
  - 응암역
- 서울 지하철 3호선
  - 녹번역

## 아파트
| 백련산 1차 힐스테이트      | 현대건설                  |  |
| 백련산 2차 힐스테이트      | 현대건설                  |  |
| 백련산 3차 힐스테이트      | 현대건설                  |  |
| 백련산 4차 힐스테이트      | 현대건설                  |  |
| 힐스테이트 녹번역          | 현대건설                  |  |
| 백련산 에스케이뷰 아이파크 | 에스케이건설 현대산업개발 |  |
| 녹번역 e편한세상 캐슬      | 디엘이앤씨 롯데건설       |  |
| 백련산 파크자이            | 지에스건설                |  |
| 응암 푸르지오              | 대우건설                  |  |
| 백련산 해모로              | 한진중공업 건설부문       |  |
| 백련산 e편한세상           |                           |  |